# ワイテック硬式野球部
ワイテック硬式野球部（ワイテックこうしきやきゅうぶ）は、広島県安芸郡海田町に本拠地を置き、日本野球連盟に加盟していた社会人野球の企業チームである（練習場は広島県東広島市にある）。
運営母体は、自動車部品製造や金型設計製作などを手掛けるワイテック。

## 概要
1970年、金属製品（主に自動車車体）の製造を行う山本鋼材が『山本鋼材硬式野球部』として設立した。
1992年、社名変更に伴いチーム名を『ヤマコー硬式野球部』に改称した。
2001年のシーズン途中、社名変更に伴いチーム名を『ワイテック硬式野球部』に改称した。
2006年、JABA徳山(スポニチ)大会を初めて制する。
2013年、「会社活性化のために作られた野球部は一定の役割を終えた」として廃部となった。

## 主要大会の出場歴・最高成績
- JABA徳山(スポニチ)大会 - 優勝1回（2006年）

## 主な出身プロ野球選手
- 黒木実（捕手） - 1975年ドラフト外で日本ハムファイターズに入団
- 井上卓也（投手） - 1979年ドラフト外で広島東洋カープに入団
- 森厚三（投手） - 1979年ドラフト外で広島東洋カープに入団
- 塚本浩二（投手） - 退社後、四国・九州アイランドリーグの香川オリーブガイナーズを経て、2008年育成選手ドラフト2位で東京ヤクルトスワローズに入団
- 江村将也（投手） - 2012年ドラフト4位で東京ヤクルトスワローズに入団

## かつて在籍した主な選手
- 坂原秀尚（投手） - 退社後、下関国際高校監督
- 岡嵜雄介（外野手） - 退社後、四国アイランドリーグの徳島インディゴソックスを経て、立命館高校→武田高校監督